# Niki Lauda
Andreas Nikolaus "Niki" Lauda, född 22 februari 1949 i Wien i Österrike, död 20 maj 2019 i Zürich i Schweiz, var en österrikisk racerförare, känd som trefaldig världsmästare inom Formel 1. Efter sin aktiva karriär grundade han flygbolagsverksamhet med Lauda Air. Han är far till racerföraren Mathias Lauda.

## Bakgrund
Niki Lauda växte upp i Wien i en förmögen familj som till en början vände sig emot hans ambitioner inom motorsporten.

## Karriär

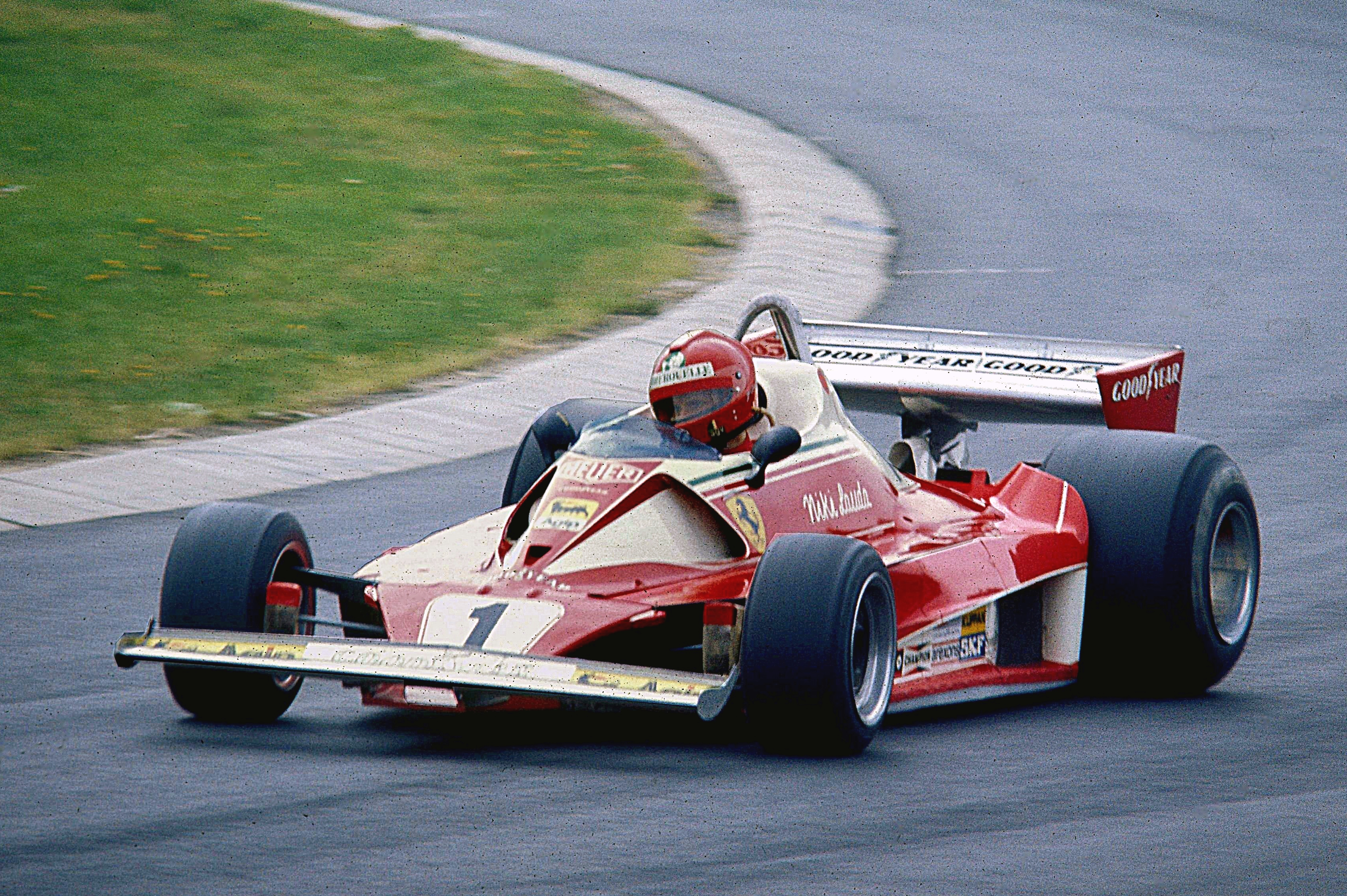
Niki Lauda i en Ferrari 312T2.

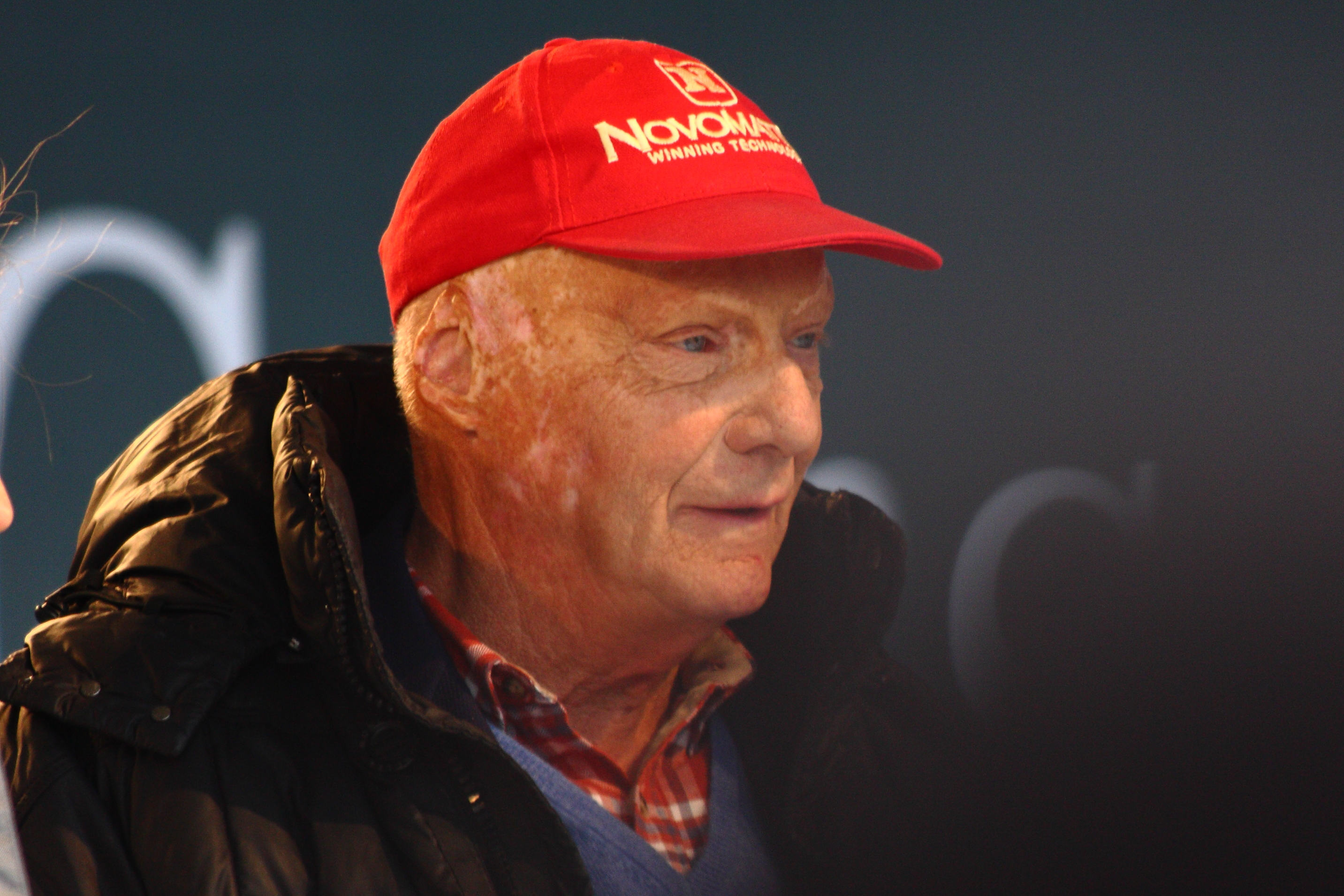
Niki Lauda, 2014.

Niki Lauda vann formel 1-VM 1975 med Ferrari. Året därpå skadades han svårt, med bland annat brännskador som följd, vid en krasch under Tysklands Grand Prix 1976 på Nürburgring. Trots att han var mycket nära döden, så var han tillbaka i sin Ferrari endast sex veckor efter olyckan. I en av Grand Prix-historiens mest berömda slutkamper förlorade Niki Lauda mästerskapet till James Hunt; Lauda gav upp i årets sista lopp, Japans Grand Prix 1976. Vid loppet var banan våt och siktförhållandena dåliga. Lauda bröt efter endast två varv. Säsongen 1977 återtog dock Lauda världsmästartiteln.
1979 lämnade Lauda F1 och startade istället flygbolaget Lauda Air. Han återvände till F1 1982 efter att hans bolag fått ekonomiska problem. Han vann sin tredje VM-titel säsongen 1984 med McLaren, då han lyckades besegra sin stallkamrat, fransmannen och sedermera fyrfaldige världsmästaren Alain Prost med endast en halv VM-poäng. Lauda lade av racingen 1985 och återgick till sitt flygbolag där han blev kvar tills han blev utmanövrerad 1999 efter allvarliga konflikter i styrelsen. 
Niki Lauda var från mitten av 2001 till 2002 stallchef för Jaguar Racing. Lauda blev för sina insatser inom motorsporten invald i International Motorsports Hall of Fame 1993.

## F1-karriär
| Säsong                 | Stall/Tillverkare                               | Placering              | Lopp | Poäng | Etta | Tvåa | Trea | Pole | Varv |
| ---------------------- | ----------------------------------------------- | ---------------------- | ---- | ----- | ---- | ---- | ---- | ---- | ---- |
| 1971                   | March-Ford                                      | -                      | 1    |       |      |      |      |      |      |
| 1972                   | March-Ford Clarke-Mordaunt-Guthrie (March-Ford) | -                      | 11 1 |       |      |      |      |      |      |
| 1973                   | BRM                                             | 17                     | 15   | 2     |      |      |      |      |      |
| 1974                   | Ferrari                                         | 4                      | 15   | 38    | 2    | 3    |      | 9    | 3    |
| 1975                   | Ferrari                                         | 1                      | 14   | 64,5  | 5    | 1    | 2    | 9    | 2    |
| 1976                   | Ferrari                                         | 2                      | 14   | 68    | 5    | 2    | 2    | 3    | 4    |
| 1977                   | Ferrari                                         | 1                      | 15   | 72    | 3    | 6    | 1    | 2    | 3    |
| 1978                   | Brabham-Alfa Romeo                              | 4                      | 16   | 44    | 2    | 3    | 2    | 1    | 4    |
| 1979                   | Brabham-Alfa Romeo                              | 14                     | 14   | 4     |      |      |      |      |      |
| 1982                   | McLaren-Ford                                    | 5                      | 15   | 30    | 2    |      | 1    |      | 1    |
| 1983                   | McLaren-Ford McLaren-TAG                        | 10                     | 11 4 | 12    |      | 1    | 1    |      | 1    |
| 1984                   | McLaren-TAG                                     | 1                      | 16   | 72    | 5    | 4    |      |      | 5    |
| 1985                   | McLaren-TAG                                     | 10                     | 15   | 14    | 1    |      |      |      | 1    |
| Sammanlagt 13 säsonger | Sammanlagt 13 säsonger                          | Sammanlagt 13 säsonger | 177  | 420,5 | 25   | 20   | 9    | 24   | 24   |

| 1. Spanien 1974 2. Nederländerna 1974 3. Monaco 1975 4. Belgien 1975 5. Sverige 1975 6. Frankrike 1975 7. USA 1975 8. Brasilien 1976 9. Sydafrika 1976 10. Belgien 1976 11. Monaco 1976 12. Storbritannien 1976 13. Sydafrika 1977 14. Tyskland 1977 15. Nederländerna 1977 16. Sverige 1978 17. Italien 1978 18. USA West 1982 19. Storbritannien 1982 20. Sydafrika 1984 21. Frankrike 1984 22. Storbritannien 1984 23. Österrike 1984 24. Italien 1984 25. Nederländerna 1985 |

| 1. Argentina 1974 2. Belgien 1974 3. Frankrike 1974 4. Nederländerna 1975 5. USA West 1976 6. Spanien 1976 7. USA West 1977 8. Monaco 1977 9. Belgien 1977 10. Storbritannien 1977 11. Österrike 1977 12. Italien 1977 13. Argentina 1978 14. Monaco 1978 15. Storbritannien 1978 16. USA West 1983 17. Kanada 1984 18. Tyskland 1984 19. Nederländerna 1984 20. Portugal 1984 |

| 1. Tyskland 1975 2. Italien 1975 3. Sverige 1976 4. USA 1976 5. Brasilien 1977 6. Brasilien 1978 7. Nederländerna 1978 8. Schweiz 1982 9. Brasilien 1983 |

| 1. Sydafrika 1974 2. Spanien 1974 3. Monaco 1974 4. Nederländerna 1974 5. Frankrike 1974 6. Storbritannien 1974 7. Tyskland 1974 8. Österrike 1974 9. Italien 1974 10. Spanien 1975 11. Monaco 1975 12. Belgien 1975 13. Nederländerna 1975 14. Frankrike 1975 15. Tyskland 1975 16. Österrike 1975 17. Italien 1975 18. USA 1975 19. Belgien 1976 20. Monaco 1976 21. Storbritannien 1976 22. USA West 1977 23. Österrike 1977 24. Sydafrika 1978 |

| 1. Spanien 1974 2. Storbritannien 1974 3. Kanada 1974 4. Sverige 1975 5. Nederländerna 1975 6. Sydafrika 1976 7. Belgien 1976 8. Frankrike 1976 9. Storbritannien 1976 10. USA West 1977 11. Tyskland 1977 12. Nederländerna 1977 13. Monaco 1978 14. Sverige 1978 15. Storbritannien 1978 16. Nederländerna 1978 17. USA West 1982 18. USA West 1983 19. USA 1984 20. Storbritannien 1984 21. Österrike 1984 22. Italien 1984 23. Portugal 1984 24. Tyskland 1985 |

| 1. Kanada 1972 2. Belgien 1982 3. Tyskland 1983 |

## I populärkulturen
Lauda porträtteras av Daniel Brühl i filmen Rush från 2013, som speglar rivaliteten mellan Lauda och James Hunt under formel-1 säsongen 1976.